# 许江
许江（1955年—），男，福建福州人，中国画家。曾任第十、十一、十二届全国人大代表，第十一、十二届全国人大教育科学文化卫生委员会委员。长期担任上海双年展艺术委员会主任，并在高等艺术教育中推动了中国新媒体艺术发展。

## 生平
1982年毕业于浙江美术学院（现中国美术学院）油画系。1988年赴西德汉堡美术学院自由艺术系研修。2001年任中国美术学院党委副书记、院长。

## 社会兼职
曾任中国美术家协会副主席，浙江省文联主席，第十三届全国政协委员。

## 家庭
母亲江泽南是江泽民胞妹。